# Henry Spencer Ashbee

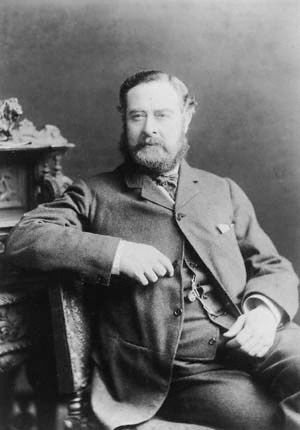
Henry Spencer Ashbee (1889)

Henry Spencer Ashbee (geboren am 21. April 1834 in Southwark, London; gestorben am 29. Juli 1900 in Fowlers Park House, Hawkhurst, Tunbridge Wells, Kent) war ein britischer Bibliophiler und Bibliograf. Er war Besitzer einer bedeutenden Sammlung von Erotica und veröffentlichte unter dem Pseudonym Pisanus Fraxi drei umfangreiche Werke zur Bibliographie klandestiner erotischer Literatur. Es wird angenommen, dass er der Verfasser von Mein geheimes Leben (englisch My Secret Life) ist, eines 1888 unter dem Pseudonym „Walter“ erschienenen umfangreichen pornografischen Romans in Form einer Autobiografie.

## Leben
Ashbees war der Sohn von Robert Ashbee (1804–1867), einem leitenden Angestellten bei Curtis and Harvey in Hounslow Heath, einer Pulvermühle an einem Nebenfluss der Themse, und von Frances Elizabeth, geborene Spencer (1810–1862). Er war das einzige Kind seiner Eltern. Er soll in Esher zur Schule gegangen sein, von 1848 bis 1850 besuchte er die Kensington Proprietary Grammar School im Westen von London. Dort wurde Gewicht auf praktische Fächer gelegt, insbesondere moderne Sprachen wie Französisch, Deutsch und sogar Hindustani. Mit 16 verließ er die Schule und wurde Lehrling bei Groucock, Copestakes, Moor & Co., einer Textilfirma, für die er später Reisen unternahm.
Am 27. Juni 1862 heiratete er in Hamburg Elizabeth Josephine Jenny Lavy (1841–1919), Tochter des wohlhabenden hanseatisch-jüdischen Kaufmanns Edward Otto Charles Lavy und seiner englischen Frau Marian, geborene Benjamin. Im gleichen Jahr wurde eine Londoner Niederlassung von Lavys Firma gegründet und Ashbee wurde Seniorpartner von Charles Lavy & Co. Die Firma exportierte zunächst Maschinen, Metallwaren und Textilien nach Europa und wandte sich ab 1871 dem Seidenhandel zu. 1867 hatte Ashbee eine Niederlassung in Paris gegründet.
Das Ehepaar wohnte zunächst in Heston and Isleworth westlich von London und ab 1865 in Bloomsbury, einer gehobenen Wohngegend nicht weit vom Britischen Museum. Sie hatten einen Sohn, Charles Robert Ashbee, später ein bekannter Architekt, Kunsthandwerker und Dichter, und drei Töchter, Frances (* 1866), Agnes (* 1869) und Elsa (* 1873). Ein weiterer Sohn starb 1881 bei der Geburt.
Ashbee unternahm zahlreiche Reisen mit längeren Aufenthalten auf dem Kontinent. 1881/1882 unternahm er eine neunmonatige Weltreise, bei der er ein ausführliches Reisetagebuch führte. Seine Absicht, dieses Tagebuch zur Grundlage eines Buches zu machen, realisierte er aber nicht. Dreimal reiste er mit Alexander Graham nach Tunesien. Ein zusammen mit Graham verfasster Reisebericht erschien 1887. 1889 trug Ashbee dann eine Bibliografie der Literatur zu Tunesien nach, beginnend mit der Zeit der Phönizier.
Währenddessen verlief seine Ehe nicht mehr harmonisch und es gab auch Auseinandersetzungen mit den Kindern. Am Tag seiner Silberhochzeit 1887 kam es zu einem heftigen Streit mit seiner Frau, die ihn 1891 verließ und die beiden jüngeren Töchter Agnes und Elsa mitnahm. Die älteste Tochter Frances hatte kurz zuvor geheiratet und sein Sohn Charles Robert, dessen homosexuelle Neigungen Ashbee stark irritierten, war ausgezogen. Der Grund für das Zerwürfnis mit seiner Frau ist unklar, möglicherweise hat es etwas mit der Erotica-Sammlung zu tun, oder vielleicht damit, dass Ashbee mit einer Dame namens Ellen Mary Jane Montauban ein Verhältnis und wohl auch eine Tochter Irene hatte. Für diesen Umstand spricht, dass Irene Montauban in Ashbees Testament mit £ 1000 bedacht wurde. In diesem Testament enterbte Ashbee seine Frau und seine Kinder außer den Kindern von Frances. Seinen Firmenanteil vermachte er seinem Geschäftspartner Arthur Peterson.
1895 oder 1896 zog Ashbee um in das Fowlers Park House bei Hawkhurst in Kent, wo seine damals 15-jährige Kusine Louisa Maud Ashbee sich um ihn kümmerte, die ebenfalls im Testament bedacht wurde. Er litt zuletzt an Herzbeschwerden, Leber und Niere waren angegriffen und in der Folge kam es zu Ödemen. Am 29. Juli 1900 starb er, wurde am 1. August im Krematorium von Woking eingeäschert und seine Asche in der Familiengruft in Kensal Green beigesetzt. Zum Zeitpunkt seines Todes belief sich Ashbees Vermögen auf über £ 63.000.

## Bibliophiler und Bibliograf

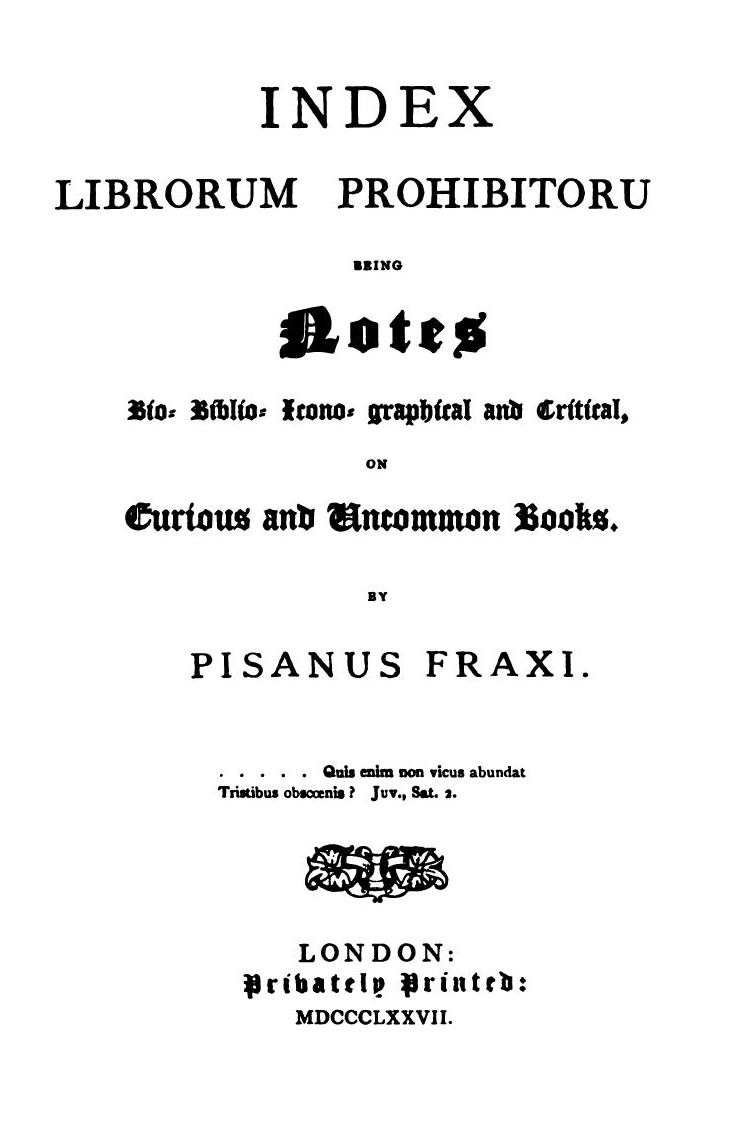
Titelblatt des ersten Bandes von Index Librorum Prohibitorum (1877)

Bei seinen zahlreichen Reisen besuchte Ashbee auch häufig Paris, Brüssel und Amsterdam, was ihm Gelegenheit zum Erwerb einer umfangreichen Sammlung von Werken erotischer und pornografischer Literatur bot. Die Sammlung war in Räumen am Gray’s Inn Square untergebracht, einen guten Kilometer von seiner Wohnung, wo er auch ungestört Freunde und andere Sammler empfangen konnte. Zu diesen Freunden gehörten John Camden Hotten, Verleger von Pornografie und Erotica, Jules Gay, französische Verleger und Bibliograf von Erotica, Richard Francis Burton, Entdecker und Verfasser einer klandestin publizierten freizügigen Übersetzung von Tausendundeine Nacht, und Richard Monckton Milnes, Organisator der Philobiblon Society, eines Londoner Bibliophilen-Clubs.
Ein weiterer Freund, der ihn von Beginn seiner Sammlertätigkeit in den 1850er Jahren an beriet, war der bedeutend ältere belgische Diplomat und Bibliophile Octave Delepierre. Delepierre war es, der Jules Gay dazu anregte, seine monumentale Bibliographie des Ouvrages relatifs a l’Amour, aux Femmes, au Mariage, et des Livres Facetieux, Pantagrueliques, Satyriques, etc. (1861) zu verfassen, gewissermaßen das französische Äquivalent der von Ashbee später erarbeiteten Bibliografien von Erotica & Curiosa. Ein weiterer Freund und Berater war der Schotte James Campbell Reddie, ebenfalls Besitzer einer breit angelegten Erotica-Sammlung. Ein weiterer Bibliophiler, der Ashbee beeinflusste, war Robert Samuel Turner, dessen jeden Samstag stattfindenden Treffen von Büchersammlern Ashbee öfter besuchte.
1877 erschien dann die erste von drei von Ashbee zusammengestellten Bibliografien erotischer und sonst wie ungewöhnlicher Literatur unter dem Titel Index Librorum Prohibitorum, das „Verzeichnis der verbotenen Bücher“, in Anlehnung an den Index librorum prohibitorum der katholischen Kirche, das Verzeichnis der für Katholiken verbotenen Bücher. Das Werk wie auch die folgenden erschien unter dem Pseudonym „Pisanus Fraxi“, einem skatologischen Anagramm von lateinische fraxinus (lateinisch für „Esche“, englisch „ash“) und apis (lateinisch für „Biene“, englisch „bee“, zusammen also „ash-bee“). Die folgenden Bände waren Centuria Librorum Absconditorum („Hundertschaft der verborgenen Bücher“, 1879) und Catena Librorum Tacendorum („Kette der zu verschweigenden Bücher“, 1885). Die Werke wurden aufwändig gedruckt und die bibliografischen Beschreibungen der Werke waren detailliert, mit zahlreichen Fußnoten und teils längeren Auszügen. Sie erschienen jedoch nur als Privatdruck und in geringer Auflage, zum Beispiel 250 Exemplare beim Index Librorum Prohibitorum. So erreichten sie nur ein kleines Publikum und waren bis zu ihrem Nachdruck 1960 weitgehend vergessen.
Neben seiner Sammlung erotischer Literatur hatte Ashbee auch andere bibliophile Interessen. So sammelte er auch illustrierte Bücher. Seine Sammlung der illustrierten Ausgaben des Don Quijote von Miguel Cervantes, über die er auch eine Bibliografie erstellte, galt als die bedeutendste neben einer Sammlung in Barcelona. Daneben sammelte er Erstausgaben von Molière und Lesage sowie von Daniel Chodowiecki illustrierte Werke.
Neben seinen bibliografischen Hauptwerken verfasste er eine große Zahl von Artikeln, darunter über hundert Beiträge in Notes & Queries. Ashbee war ein geachteter Autor und Mitglied mehrerer wissenschaftlicher Gesellschaften, namentlich ab 1877 Fellow der Society of Antiquaries in London, ab 1879 Mitglied der Société des Amis des Livres in Paris, ab 1881 Mitglied der Royal Geographical Society, 1889 Mitbegründer von Les Bibliophiles Contemporains und 1892 der Bibliographical Society in London.
Seine Büchersammlung vererbte Ashbee der British Library, insgesamt 8.700 Werke in 15.300 Bänden, darunter 1600 Bücher erotischen Inhalts. Er vermachte die Sammlung unter der Maßgabe, dass nur die gesamte Sammlung übernommen werden dürfe, einschließlich der Erotica. Da die British Library die Cervantes-Ausgaben gern gehabt hätte, entschloss man sich eher widerwillig zur Annahme des Vermächtnisses, verfrachtete die Erotica aber in die ausgesonderten Bestände, den berüchtigten Private Case. Dem Testament nach hätten nur Dubletten vernichtet werden dürfen, man vernichtete jedoch auch den Inhalt mehrerer Kisten mit Schriften „abstoßenden Inhalts, ohne Wert oder Interesse“, wobei es sich um Ashbees Sammlung zeitgenössischer, kommerziell produzierter englischer Pornographie ohne literarischen Anspruch gehandelt haben dürfte, die eben deshalb sonst nirgendwo mehr greifbar ist. Nur die Titel und kurzen Beschreibungen sind noch in Ashbees Bibliografien erhalten.
Eine Sammlung von 204 Bildern, hauptsächlich Aquarellen, darunter zahlreiche Illustrationen zu Don Quijote, wurde vom Victoria and Albert Museum erworben.

## Mein geheimes Leben

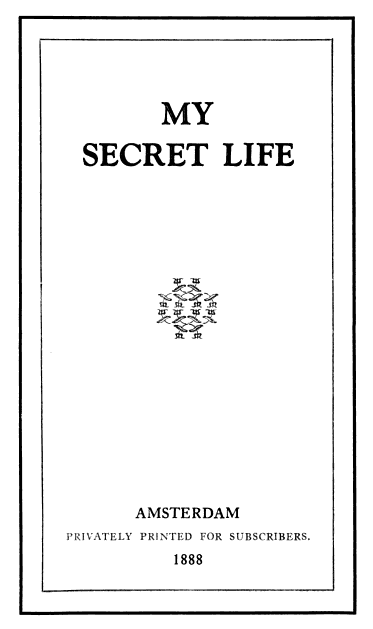
Titelblatt der Erstausgabe von My Secret Life

Zwischen 1888 und 1894 erschien eine umfangreiche, elf Bände und über 4000 Oktavseiten umfassenden Schrift eines offenbar pseudonymen Autors namens „Walter“ mit dem Titel My Secret Life („Mein geheimes Leben“), der Form nach eine Autobiografie des Sexuallebens des Verfassers. Die Schrift erschien in sehr kleiner Auflage, möglicherweise nur 6, vielleicht auch 25 Exemplaren.
Es wurde vermutet, dass Ashbee der Autor sei. Es herrscht allerdings keine Einigkeit, weder hinsichtlich des Verfassers, noch, was die Natur des Werkes betrifft, also ob es sich um eine authentische oder eine fiktionalisierte Autobiografie oder einen Roman mit eventuell autobiografischen Elementen handelt. Ian Gibson nimmt an, dass Ashbee der Autor sei, hält es aber für keine Autobiografie, sondern für weitgehend fiktional. Gershon Legman hält ebenfalls Ashbee für den Autor, meint aber, es sei eine Autobiografie. Andere lehnen die Autorschaft ab, wobei angeführt wird, dass die zahlreichen Druckfehler der Originalausgabe von Ashbee wohl kaum toleriert worden wären. Dass das Werk ein umfangreiches Register hat, spräche dagegen für Ashbee. David Chambers meint, dass der Text einen eher authentischen Eindruck mache und weniger den einer Fiktion.

## Bibliografie
- als Pisanus Fraxi: Index Librorum Prohibitorum : Being Notes Bio – Icono – graphical and Critical, on Curious and Uncommon Books. 3 Bände. [Privatdruck], London 1877–1885. Nachdruck: Charles Skilton, London 1960. Als: Bibliography of prohibited books. Bio – Biblio – Icono – graphical and Critical Notes on Curious, Uncommon and Erotic Books. Jack Brussel, New York 1962 (mit einer Einführung von Gershon Legman).
  - Band 1: Index Librorum Prohibitorum. 1877 (Digitalisat).
  - Band 2: Centuria Librorum Absconditorum. 1879 (Digitalisat).
  - Band 3: Catena Librorum Tacendorum. 1885 (Digitalisat).
- mit Alexander Graham: Travels in Tunisia. With a Glossary, a Map, a Bibliography, and Fifty Illustrations. Dulau and Co., London 1887.
- A Bibliography of Tunisia from the Earliest Times to the End of 1888, including Utica and Carthage, the Punic Wars, the Roman occupation, the Arab conquest, the expeditions of Louis IX., and Charles V. and the French protectorate. Dulau, London 1889, Digitalisat.
- Quintin Craufurd. Extrait de l'Annuaire de la Société des Amis des Livres. Paris, 1891.
- An Iconography of Don Quixote, 1605–1895. Bibliographical Society, London 1895.